# Kenneth Scott
Kenneth Scott es un director artístico estadounidense de modelos 3D.
Kenneth Scott trabajó durante diez años en id Software y ha sido director artístico desde 2008 de 343 Industries, creadores de la trilogía de videojuegos Halo. Trabajó durante cuatro años en la serie de Halo hasta que renunció debido a que, según él, quería pasar más tiempo con su familia. Lo sucedió Nicolas Bouvier, apodado Sparth, aunque Kenneth seguirá contribuyendo en 343 Industries a distancia.
En 2014 se incorporó a Oculus VR, uniéndose al equipo con Atman Binstock, Michael Abrash, Aaron Nicholls, John Carmack y Matt Hooper.
Kenneth Scott está casado con Corinne Yu, que también abandonó su puesto en 343 Industries para irse a la compañía Naughty Dog., al sur de California.